# Фридолин, Густав
Густав Фридолин (швед. Gustav Fridolin; род. 10 мая 1983, Эннестад, Кристианстад) — шведский государственный и политический деятель. Журналист, автор, учитель и бывший политик, занимавший должность министра образования страны с 2014 по 2019 год и одного из двух пресс-секретарей «Партии зелёных» с 2011 по 2019 год.

## Биография
Родился в Эннестаде, коммуна Кристианстад, лене Сконе, Швеция, а вырос в Виттшё, Хеслехольм. В 1994 году присоединился к «Партии зелёных» и был одним из двух представителей «Молодых зелёных» в период с 1999 по 2003 год.
С 2002 по 2006 год был членом риксдага, представляя избирательный округ коммуна Стокгольм. В то время ему было девятнадцать, и он был самым молодым депутатом в истории Швеции до 2010 года, когда Антон Абеле из «Умеренной коалиционной партии» установил новый рекорд. Во время своего первого срока в парламенте был членом «Комитета по Конституции». Также был членом правления «Партии зелёных» в период с 2004 по 2006 год и одним из представителей партии на переговорах с социал-демократическим правительством и «Левой партией».
В 2005 году объявил, что не будет баллотироваться на переизбрание в качестве депутата на парламентских выборах 2006 года.
На парламентских выборах 2010 года снова выдвинул свою кандидатуру в риксдаг и был избран, представляя лен Сконе. Являлся членом парламентского комитета по делам Европейского союза и заместителем члена комитета по иностранным делам, комитета по гражданским делам и комитета по промышленности и торговле.

### Карьера
С 2002 по 2006 год был членом шведского риксдага, представляя коммуну Стокгольм, став самым молодым членом парламента в то время. Вне политики с 2006 по 2010 год написал две книги и работал журналистом-расследователем Kalla fakta на TV4. В 2010 году вернулся в риксдаг после подведения итогов парламентских выборов и представлял лен Сконе с 2010 по 2018 год и лен Стокгольм с 2018 года до своей отставки в сентябре 2019 года.
В 2011 году был избран пресс-секретарём «Партии зелёных» и работал с Осой Ромсон по 2016 год, а затем с Исабеллой Лёвин с 2016 по 2019 год. В 2014 году «Партия зелёных» впервые в истории вошла в состав правительства Стефана Лёвена, а Густав Фридолин был назначен министром образования. В этой должности назначил проведение Школьной комиссии в 2015 году, принял меры для сохранения необходимых знаний по чтению, письму и математике и представил программу, предназначенную для повышения заработной платы учителей. В январе 2019 года ушёл с должности министра образования, а в мае 2019 года с должности пресс-секретаря «Партии зелёных».
По состоянию на март 2020 года работал учителем в Народном университете Стокгольма.

## Творчество
Написал три книги о политике. Первая под названием Från Vittsjö until världen — om global Apartheid och alla vi som vill någon annanstans вышла в 2006 году. Вторая книга под названием Blåsta была издана в 2009 году, а третья книга, Maskiner och människor — en skrift om arbete och framtidstro, выпущена в 2011 году и написана в соавторстве с Ульфом Бодахом Сёдерстрёмом.

## Личная жизнь
В 2007 году женился на Дженни Фридолин, у пары двое детей. Они развелись в 2019 году. Его политическим кумиром, помимо сторонников зелёной политики, является премьер-министр Карл Стаафф начала XX века, которого он похвалил в статье от января 2011 года, поддерживая центристские и социал-либеральные взгляды.